# Keep Your Heart Broken
Keep Your Heart Broken è un singolo del gruppo musicale finlandese The Rasmus, pubblicato il 7 agosto 2006 come quarto estratto dal sesto album in studio Hide from the Sun.

## Tracce
1. Keep Your Heart Broken – 3:55

## Formazione
Gruppo
- Lauri Ylönen – voce
- Pauli Rantasalmi – chitarra
- Eero Heinonen – basso
- Aki Hakala – batteria

Produzione
- Mikael Nord Andersson – produzione, registrazione
- Martin Hansen – produzione, registrazione, missaggio
- Leif Allansson – missaggio
- Claes Persson – mastering